# شاخه‌های واژینال سرخرگ زهدانی
شاخه‌های واژینال سرخرگ زهدانی (انگلیسی: Vaginal branches of uterine artery) شاخه‌هایی از سرخرگ زهدانی هستند که بخش‌هایی از آن خون رحم و بخش‌هایی از آن خون ناحیه واژن را فراهم می‌کنند. شاخه‌های واردشده به ناحیه واژن با شاخه‌های سرخرگ واژینال آناستوموز می‌کند و با آن‌ها دو رگ طولی میانی ایجاد می‌کند - شاخه‌های واژینال سرخرگ رحمی یا زهدانی (یا عروق آزیگوس واژن) - که یکی از آنها از جلو و دیگری از پشت واژن پایین می‌آید.